# Orlamünde
Die Landstadt Orlamünde liegt im thüringischen Saale-Holzland-Kreis an der Mündung der Orla in die Saale zwischen den Städten Jena und Rudolstadt. Mit einer Fläche von 758 ha und ihren 1.140 Einwohnern (Stand 31. Dezember 2015) zählt sie zu den kleinsten Städten Thüringens und gehört zusammen mit anderen Gemeinden zur Verwaltungsgemeinschaft Südliches Saaletal.

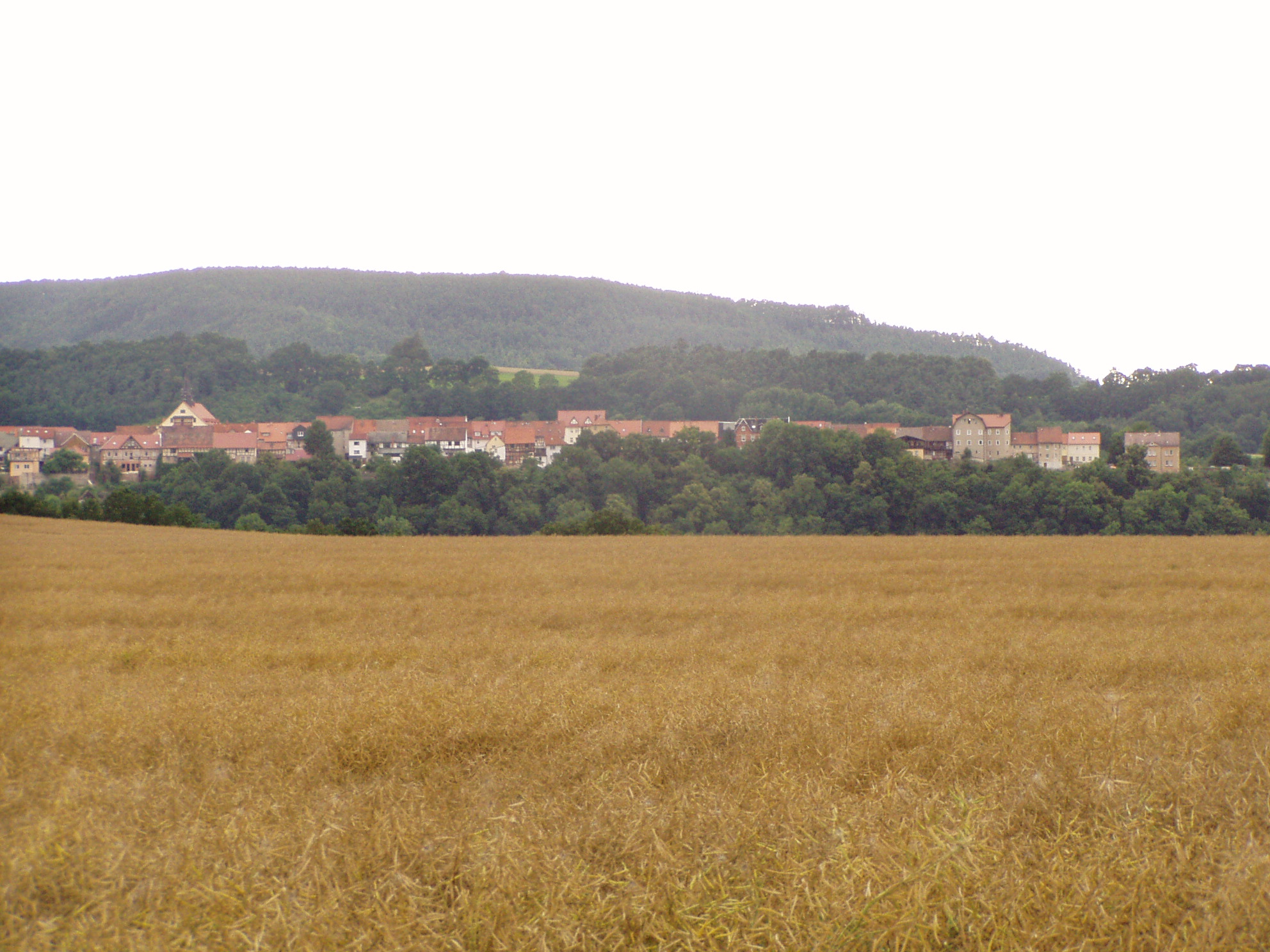
Ansicht der oberen Stadt Orlamünde

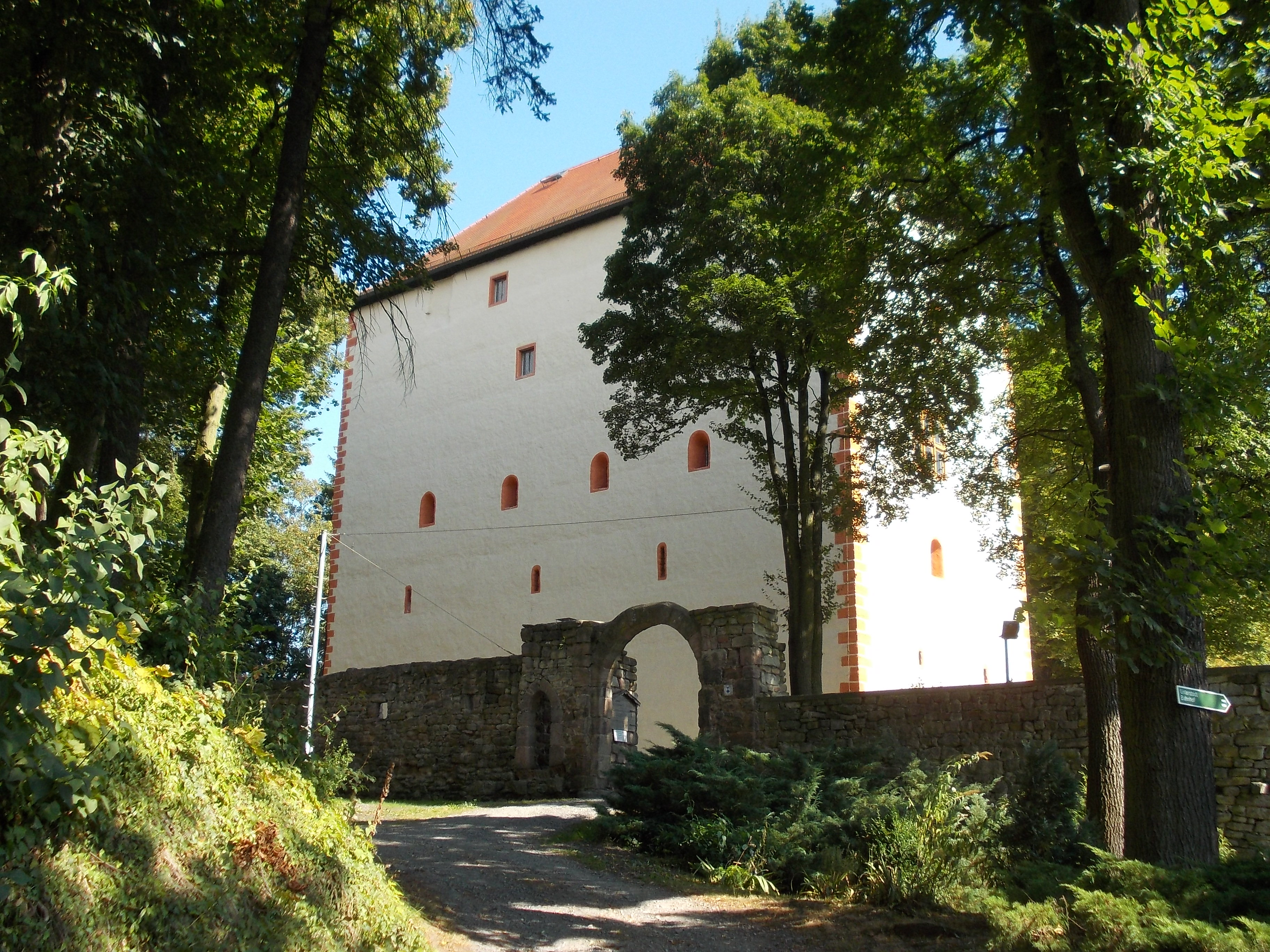
Kemenate

## Geografie
Die Oberstadt von Orlamünde erstreckt sich schmal und langgezogen auf einem steilen Bergkamm, fast 100 m über der Saale.
Weitere Stadtteile sind Winzerla und Naschhausen. Auf der Ebstorfer Weltkarte aus dem 13. Jahrhundert ist Orlamü(n)de zwischen den Flüssen Sala und Main eingezeichnet.

## Geschichte
Der Ursprung der Stadt war die Grenzburg Orlamünde, die Stammsitz der Grafen von Orlamünde war. Die Burganlage Orlamünde war im 11. Jahrhundert errichtet und schon im 15. Jahrhundert aufgegeben worden. Heute existiert von der Burg nur noch die Kemenate als ehemaliger Kernbau der Burganlage Orlamünde.
Der Ort Orlamünde wurde urkundlich 1039 erstmals erwähnt. Die Wasserkraft nutzten die Orlamünder schon um 1100, denn seit 1194 ist die älteste Mühle an der mittleren Saale, die Saalemühle, in Orlamünde bezeugt. Von 1112 bis 1365 stammten die Grafen von Orlamünde aus dem Geschlecht der Askanier; unter diesen war auch Albrecht der Bär. 1181 heiratete dessen Enkel Graf Siegfried in Schleswig Sophie, die Tochter des dänischen Königs Waldemar I. Die Grafen unterhielten um 1200 eine Münzstätte im Ort. 1523 kam der Reformator Andreas Karlstadt aus Wittenberg nach Orlamünde. 1718 war ein Verstoß gegen die Biermeile zwischen den Bürgern von Kahla und Orlamünde Anlass zu einer Bierschlacht mit Verwundungen.
Zwischen den Weltkriegen lebten in Orlamünde über 1.700 Einwohner.

## Politik

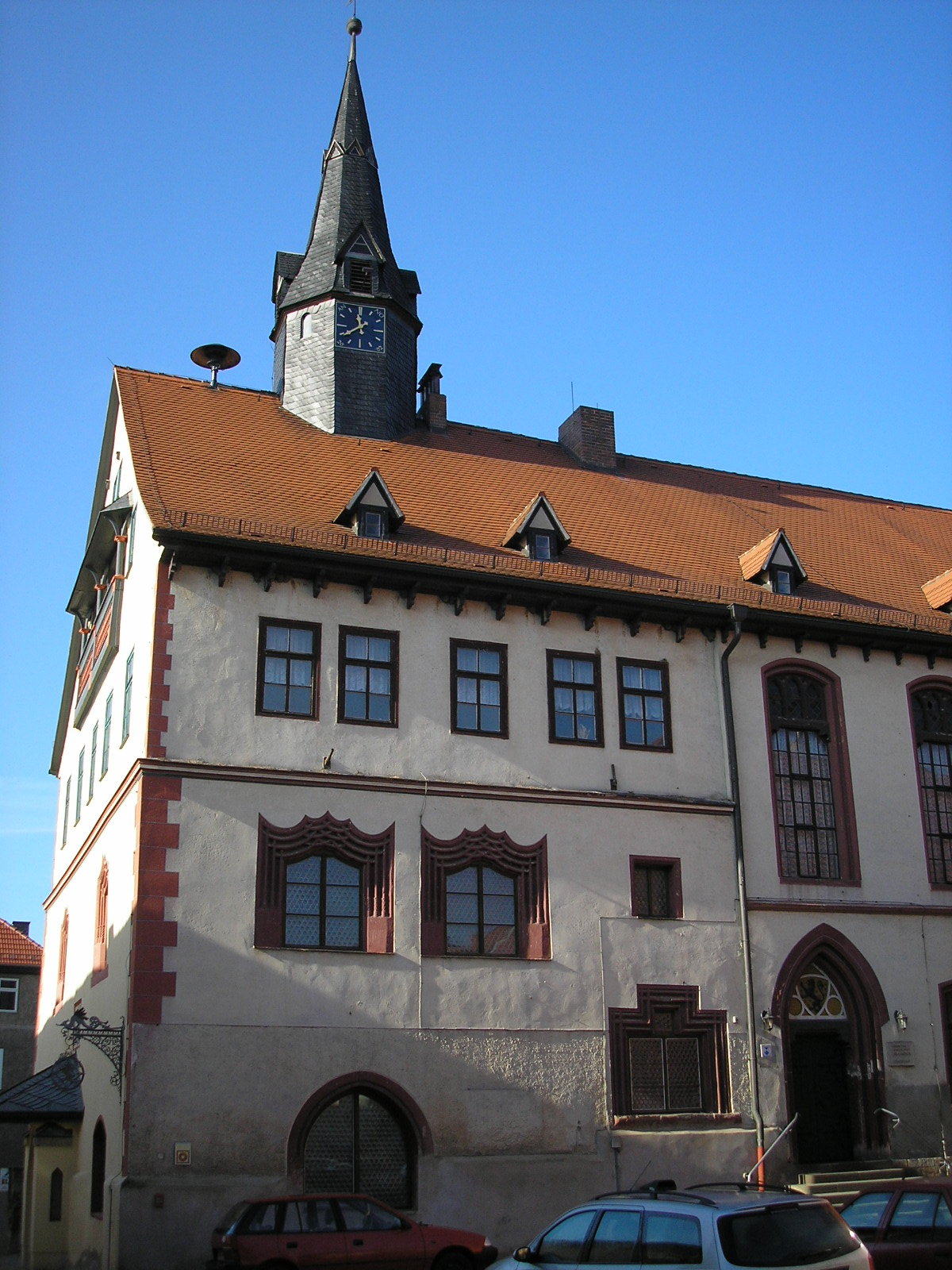
Rathaus

### Stadtrat
Die Kommunalwahl am 26. Mai 2019 führte bei einer Wahlbeteiligung von 68, % zu folgendem Ergebnis:
| Partei / Liste | Stimmenanteil | Sitze |
| CDU            | 22,1 %        | 3     |
| FWG Orlamünde  | 77,9 %        | 9     |

### Bürgermeister
Bürgermeister von Orlamünde ist seit 1999 Uwe Nitsche (FWG). Er wurde zuletzt am 12. Juni 2022 mit 60,2 % der abgegebenen Stimmen im Amt bestätigt.

### Wappen
Das heutige Stadtwappen ist das historische Wappen der ehemaligen Grafschaft Weimar-Orlamünde. Die Wappenbeschreibung: „In Gold mit zehn roten Herzen begleitet ein schwarzer aufgerichteter Löwe mit roter Zunge und ebenso gefärbter Bewehrung.“

## Kultur und Sehenswürdigkeiten

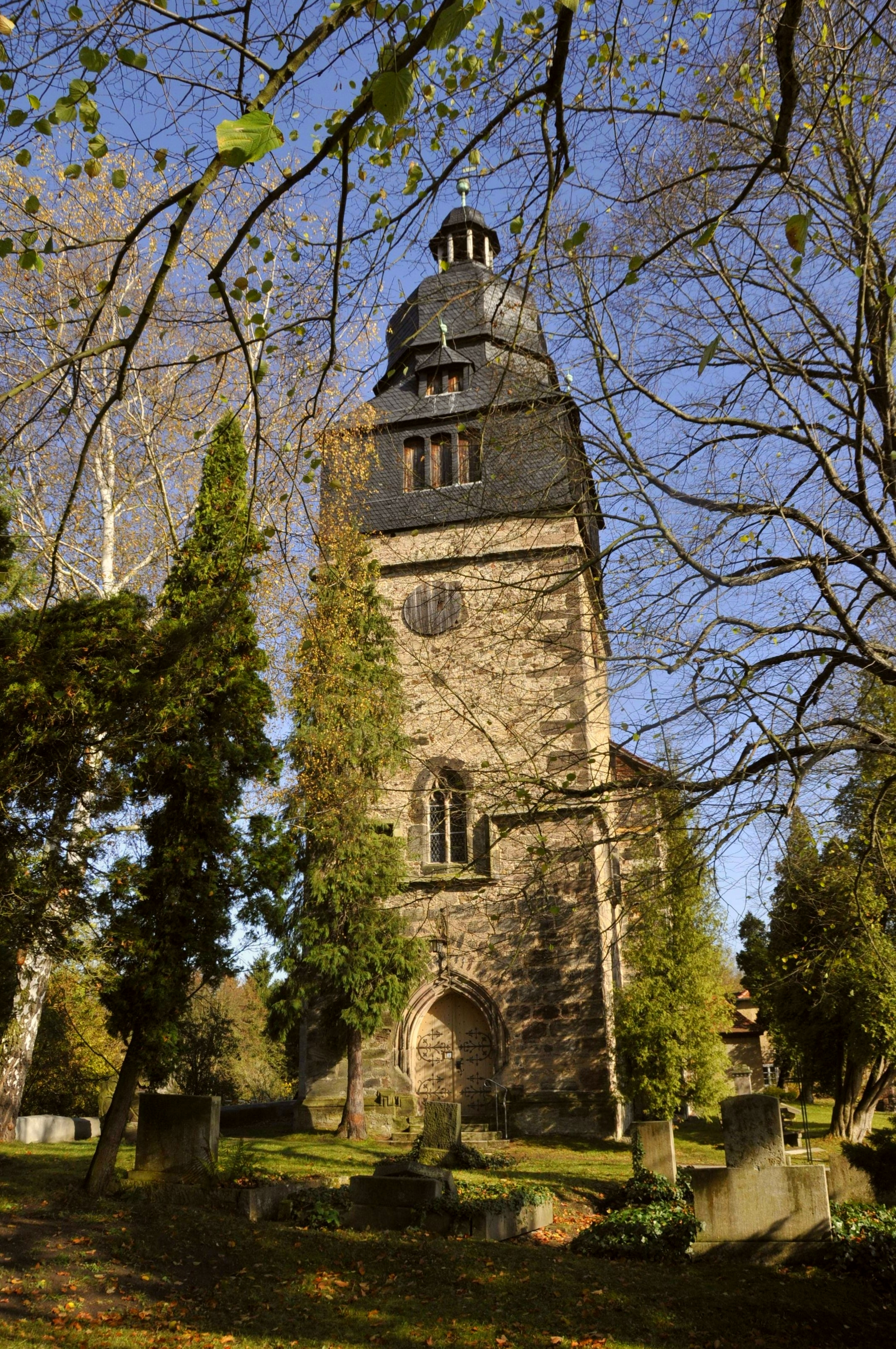
Stadtkirche

Zu den historischen Wahrzeichen der Stadt gehören die Kemenate, die Stadtkirche St. Marien, das spätgotische Rathaus und das ehemalige Wilhelmitenkloster.
Auf dem nordwestlich von Orlamünde gelegenen Buchberg steht der 1895 errichtete Bielerturm, ein 14 Meter hoher Aussichtsturm.
Etwa fünf Kilometer östlich befindet sich die Jagdanlage Rieseneck.
Das gesellschaftliche Leben in Orlamünde prägen zahlreiche Vereine, so zum Beispiel der Burgverein, der Funkverein, der Heimatverein, der Gesangsverein, der Feuerwehrverein, der Orlamünder Jugendclub, der Kaninchenzüchterverein, der Sportverein, der Verein für Kultur- und Brauchtumspflege, der Schützenverein und der Karnevalsverein OCV.
Seit Jahrzehnten wird am Faschingsdienstag der Winter durch den „Strohbär-Umzug“ ausgetrieben.
Gedenkstätten
Seit 1985 wird mit einer Stele an die KZ-Häftlinge erinnert, die im Frühjahr 1945 bei einem Todesmarsch des KZ Buchenwald durch den Ort getrieben wurden.

## Legenden, Sagen und Trivia
Im deutschen Sagenschatz ist Orlamünde durch die Sage über die Weiße Frau von Orlamünde bekannt. Diese wird unter anderem in Theodor Fontanes Effi Briest erwähnt. Effi liest von der Sage und ängstigt sich darauf ganz fürchterlich. In der Sage ertränkt Kunigunde von Orlamünde ihre zwei Kinder im sogenannten Kindelsbrunnen, da ihr Geliebter Albrecht sagte, dass er sie wegen zweier Augenpaare nicht heiraten könne. Kunigunde dachte, damit seien ihre Kinder gemeint. Dies war aber nicht der Fall. Nach ihrem Tode spukt sie nun ruhelos bei Vollmond auf der Kemenate zu Orlamünde und hat schon so manchen Besucher erschreckt.
Der Kindelsbrunnen ist heute noch zu finden. Er liegt etwas unterhalb der Kemenate und führt längst kein Wasser mehr. Agnes in Gestalt der weißen Frau als Todesbotin der Hohenzollern, aus deren Geschlecht Albrecht stammt, ist eine Art Wandergespenst, das über die Jahrhunderte in den verschiedensten Schlössern unweigerlich den Tod angekündigt hat. Auch andere Geschlechter haben ihre „weißen Frauen“, doch wie Theodor Fontane in seinem Roman „Vor dem Sturm“ einen der Protagonisten sagen lässt: […] und alles, was […] über die Weißen Frauen geschrieben worden ist, das hab ich gelesen. Und siehe da, es ist und bleibt die Orlamünderin.
In der Oper „Ariane et Barbe-Bleue“ von Paul Dukas spielt das Lied „Die sieben Mädchen von Orlamünde“ eine Rolle, dessen Text von Maurice Maeterlinck stammt.
Im Roman Die Entgleisung von Inge von Wangenheim war Orlamünde Vorbild für den fiktiven Handlungsort Groß-Naschhausen (Zitat: „Naschhausen bildet tatsächlich das Nadelöhr auf der gewaltigen Strecke Stockholm – Rom“).

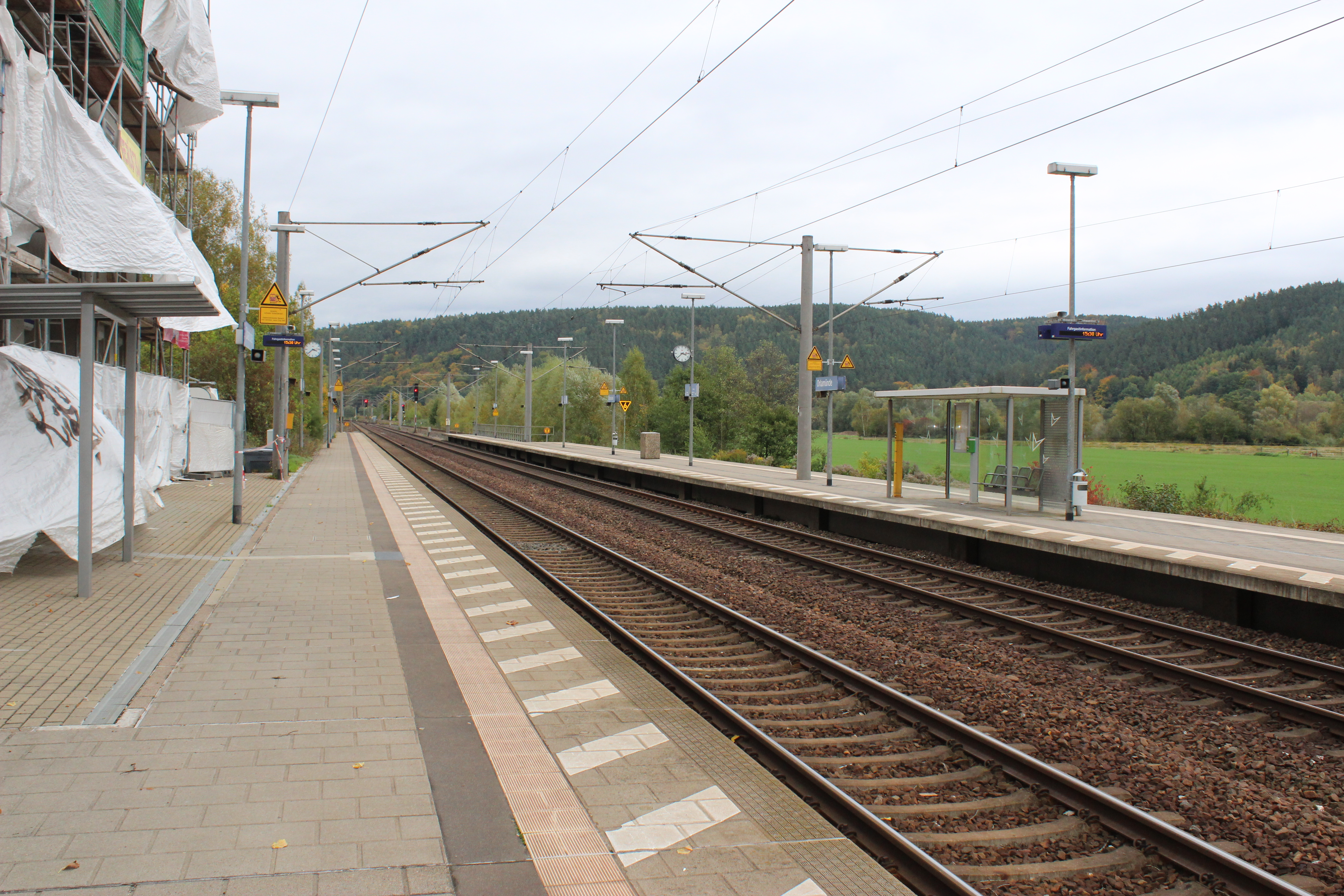
Bahnhof Orlamünde (2017)

## Verkehr
Die Unterstadt an der B 88 sowie an der Saalbahn wird nach dem einstigen Verpflegungshaus der Grafen von Orlamünde Naschhausen genannt. Im dortigen Bahnhof zweigt auch die Nebenbahnlinie nach Pößneck ab, die bis 1946 nach Oppurg führte.

## Persönlichkeiten
- Andreas Bodenstein (um 1482–1541), Theologe, Pfarrer in Orlamünde
- Paul Crusius (um 1525–1572), evangelischer Theologe, Mathematiker und Historiker
- Andreas Ellinger (1526–1582), Mediziner und Dichter
- Kaspar Glatz († 1551), lutherischer Theologe, Pfarrer in Orlamünde
- Bonifacius Heinrich Ehrenberger (1681–1759), Mathematiker und Physiker
- Christian Löber (1683–1747), Generalsuperintendent in Altenburg
- Emanuel Christian Löber (1696–1763), Mediziner
- Friedrich Müller (1786–1871), Klarinettist und Komponist
- Martin Wähler (1889–1953), Volkskundler und Pädagoge
- Harry Franke (1925–1981), Grafiker
- Dietrich Mania (* 1938), Archäologe, Geologe und Paläontologe
- Winfried Patzer (1941–2025), Fußballspieler
- Reiner Blumentritt (1943–2019), Kommunalpolitiker und Archäologe
- Andreas Schröder (* 1960), Ringer, ging in Orlamünde zur Schule